# 北海道駒岳
北海道駒岳（日语：北海道駒ヶ岳）是位在北海道的活火山（成層火山）。標高1,131公尺。渡島國、渡島半島的地標。也稱作蝦夷駒ヶ岳、渡島駒ヶ岳，也常單稱駒ヶ岳。富士山型的紡錘狀山容，所以被稱作渡島富士，鄉土富士之一。1640年噴發造成約700人死亡。

## 外部連結
- 北海道駒ヶ岳 （页面存档备份，存于） - 氣象廳